# Porcelaine de Bow

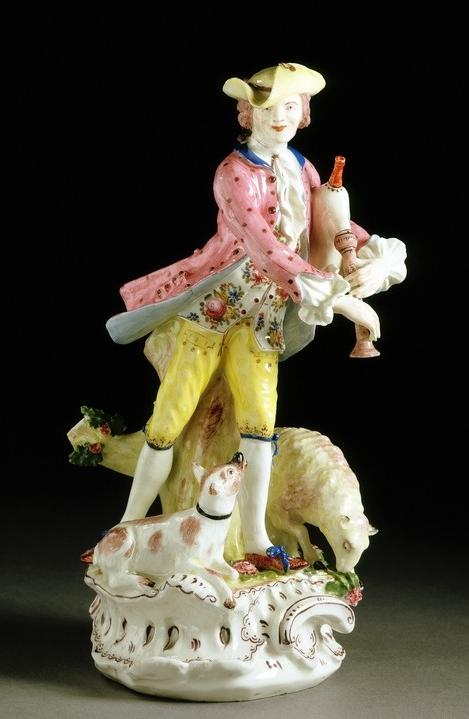
Berger, Porcelaine de Bow, vers 1754 V&A Museum

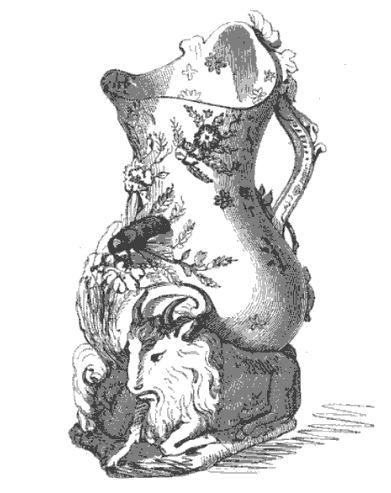
Pot à crème

La porcelaine de Bow fut  produite par une manufacture créée en 1745-1747 à Stratford-at-Bow (près de Londres).

## Histoire de la fabrique
L'origine de la fabrique est incertaine : elle aurait été fondée, d'après Auguste Demmin soit par des vénitiens soit par des ouvriers brunscwickois-saxons qui ne disposaient pas des matières premières nécessaires pour produire de la pâte tendre.

En 1745 Edward Heylin et Thomas Frye prennent un brevet pour l'installation d'une fabrique de porcelaine à Bow. La production de porcelaine tendre y débute en 1747. Mais si Stratford-at-Bow est la plus ancienne fabrique connue en Angleterre, il est possible qu'il y ait eu, bien avant, des productions de porcelaine. Cette possibilité est présentée par Auguste Demmin qui fait référence à un article de 1698, paru dans le Journal de Paris, où le savant Marin Lister raconte un voyage qu'il a fait en Angleterre durant l'année 1695 : il aurait vu des porcelaines anglaises. Mais Auguste Demmin pense possible qu'il y ait eu confusion entre faïence et porcelaine.

Un autre point fait l'objet d'interrogation : quelle était la première fabrique en Angleterre celle de Bow ou celle de Chelsea ? Sans réponse attestée sur ce point il est certain qu'elles étaient contemporaines et en concurrence. Bow aurait été la première fabrique anglaise à produire de la pâte tendre contenant de la poudre d'os, ce qui lui permit d'obtenir une terre beaucoup plus résistante que celle de Chelsea.

## La production de Bow

### Evolution de la production
Lors de sa création la fabrique  produit en grande série des porcelaines en pâte tendre décorées en bleu.
À partir de 1755-1760 elle produit des statuettes raffinées qui sont à l'origine de sa renommée.
Les figurines de Bow sont fabriquées selon une méthode de moulage rudimentaire qui consiste à presser l'argile pâteuse, à la main, dans les parois du moule. Elle est imitée par les fabriques de Bristol et de Worcester. Celles de Bow portent une marque qui permet de les identifier.Dès 1762 : la production de Bow est marquée d'une petite ancre accompagnée d'un poignard.

Plus tard Bow s'est spécialisée dans la création de services de table et autres pièces de vaisselle décorées dans le style « famille rose ».

### L'organisation et la direction de la manufacture
Albert Jacquemart cite, dans les pages qu'il consacre à Bow, la note  fixée à la boîte destinée à recevoir un bol exposé au British Museum. Ce texte, rédigé par le peintre Thomas Craft, décrit les moyens humains et matériels de production, tout en informant sur les propriétaires-dirigeants de l'entreprise : « Ce bol fut fait à la manufacture de Bow environ l’an 1760, peint par moi, Thomas Craft. La manufacture marcha pendant plusieurs années sous la direction de MM. Crowther et Weatherby, dont la réputation est répandue dans le monde entier ; ils occupaient trois cents personnes, environ quatre vingt dix peintres (j'étais l'un d'eux), deux cents tourneurs, mouleurs étaient réunis sous le même toit. Le bâtiment était construit sur le modèle de celui de Canton en Chine. Aujourd'hui l'emplacement de cet établissement est occupé par une fabrique de térébenthine et par des logements ouvriers. M. Weatherby est mort depuis nombre d'années. M. Crowther est à Morden-Collège et je suis le seul de ses anciens employés qui lui fasse une visite annuelle ».

La qualité des œuvres produites est confirmée par Joseph Marryat qui rapporte dans son livre une conversation entre Joseph Nollekens, sculpteur, et Panton Betew (ami de Hogarth) : « ...on employait d'excellents artistes à la manufacture de Bow, ils ont produit quelques figures pleines d'animation, entre autres celle de Quin dans le personnage de Falstaff et de Garrick dans le rôle de Richard III ; la figure du prince Frédéric, celle de Jean Whiles, etc. ».
Cette qualité ne suffit pas. L'entreprise est en difficulté. Elle est renflouée par William Duesbury, propriétaire de la fabrique de Derby, puis fermée, en 1776. Parmi les collaborateurs, figurait aussi Simon François Ravenet, chargé du décalque (ou report) des motifs sur porcelaine.

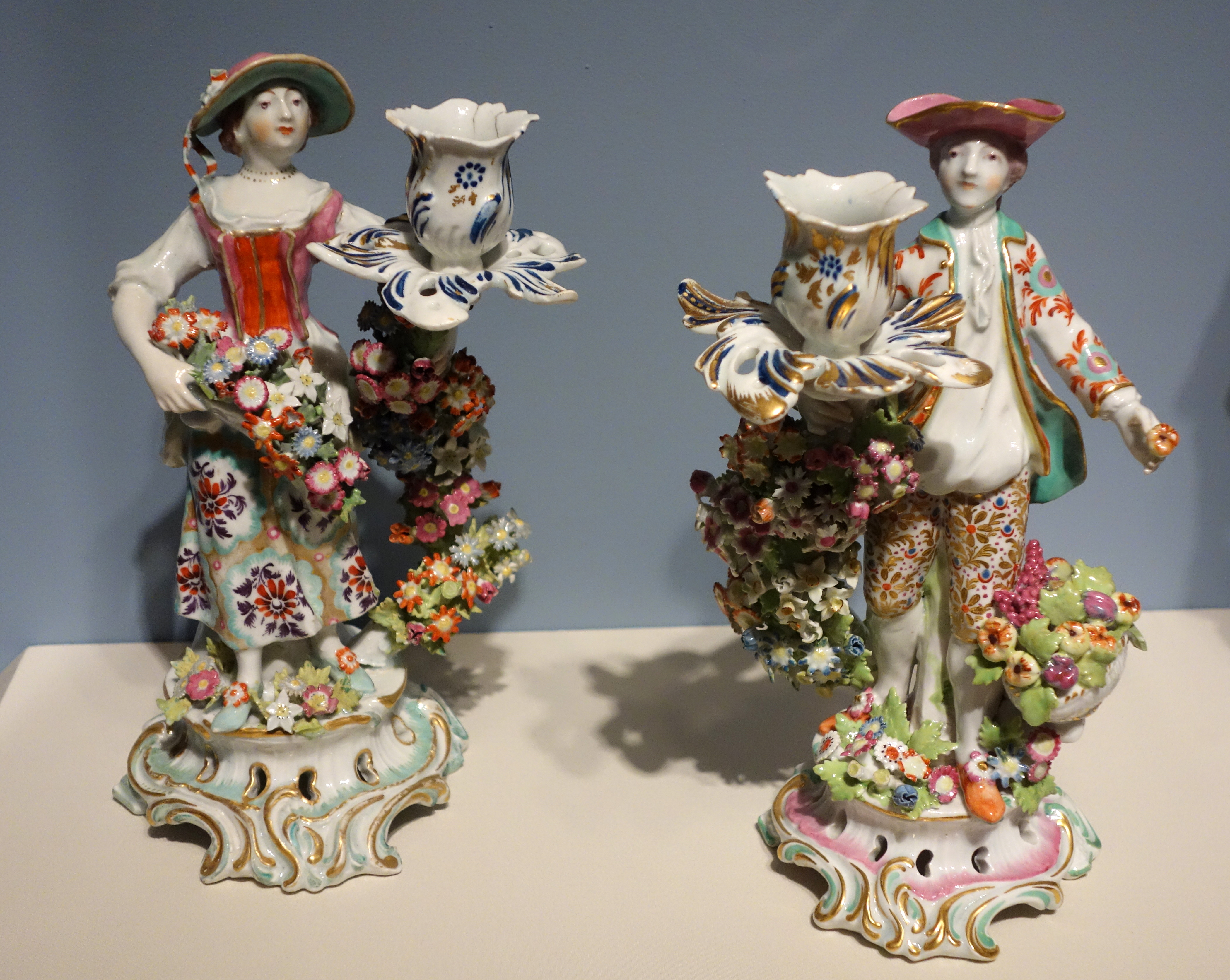
Homme et femme, porcelaine de Bow, Cincinnati art museum
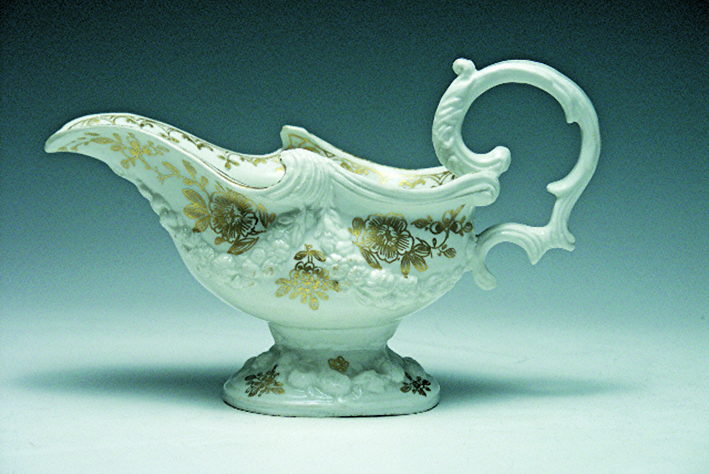
Saucière- Porcelaine de Bow vers 1750